# María Dolores Martínez Madrona

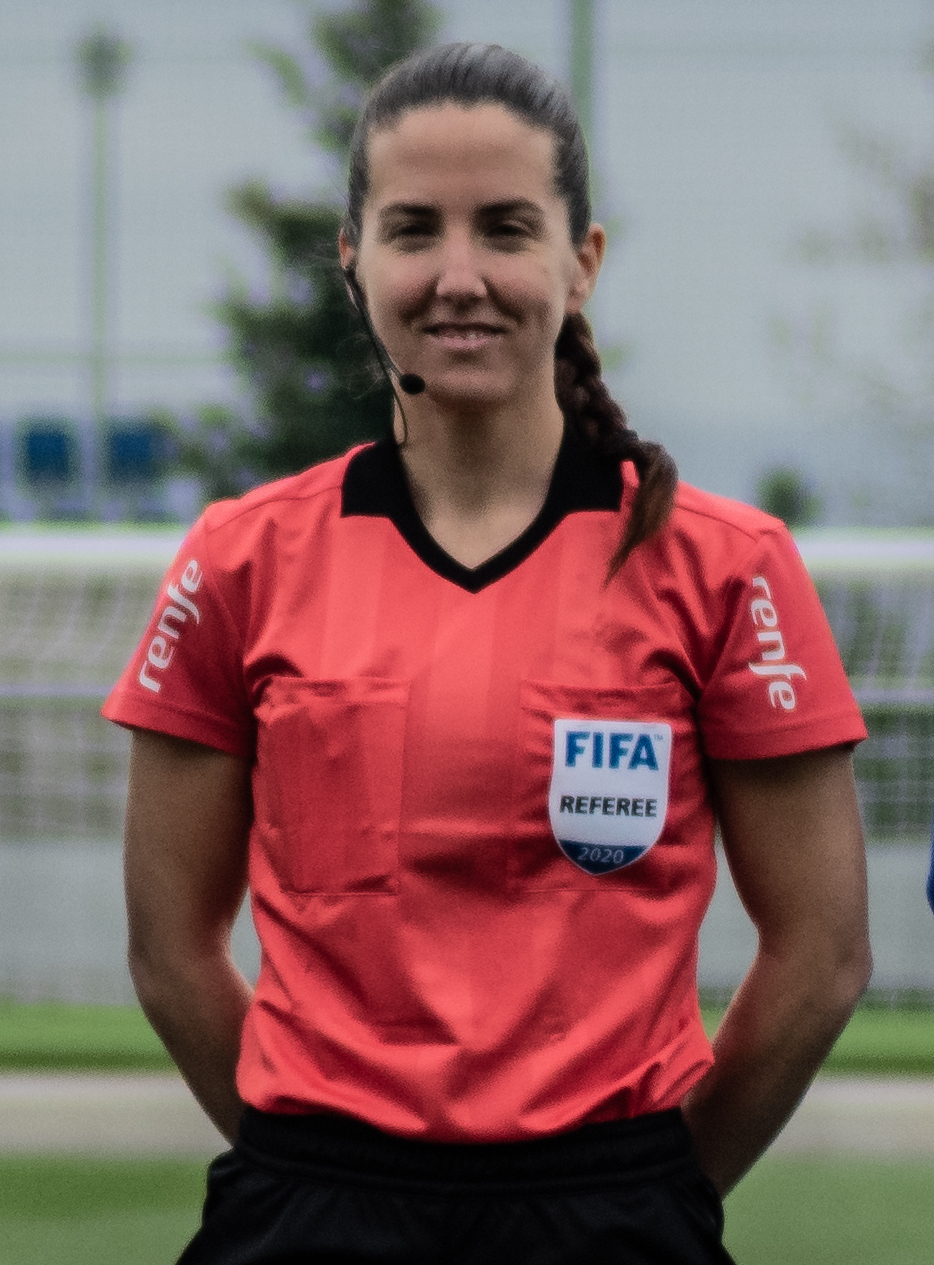
María Dolores Martínez Madrona (2020)

María Dolores Martínez Madrona (* 21. Mai 1986 in Murcia) ist eine spanische Fußballschiedsrichterin.
Martínez Madrona begann 2001 als Schiedsrichterin. Sie leitet seit der Saison 2017/18 Spiele in der Primera División. Seit 2016 ist sie zudem Schiedsrichterin in der dritten Liga der Männer.
Seit 2017 steht sie auf der Liste der FIFA-Schiedsrichter und leitet internationale Fußballpartien, unter anderem in der Qualifikation zur Women’s Champions League und zur Europameisterschaft 2022 in England.
Sie ist die Nichte von Bernardino González Vázquez (ehemaliger internationaler Schiedsrichter) und Manuel González (der Assistent in der zweiten Liga war).